# Rabia Al-Alawi
Al-Mandhar Rabia Said Al-Alawi (arab. المنذر ربيعة سعيد العلوي; ur. 31 marca 1995 w Bani Bu Ali) – omański piłkarz grający na pozycji pomocnika w klubie Dhofar Salala oraz reprezentacji Omanu.

## Kariera
Al-Alawi rozpoczynał karierę w Sur SC. W 2018 roku przeniósł się do Dhofar Salala. Od 2021 reprezentuje barwy Al-Seeb.
W reprezentacji Omanu 9 września 2018 w meczu z Libanem. Pierwszą bramkę zdobył 5 września 2019 przeciwko Indiom.